# Musica e dischi
Musica e dischi (italienisch für „Musik und Platten/CDs“), kurz M&D, war ein italienisches Musikmagazin, das von 1945 bis 2014 bestand. Es war vor allem für die wöchentliche Erstellung von Musikcharts bekannt.

## Geschichte
Das Magazin wurde vom Journalisten Aldo Mario De Luigi gegründet, der davor in der Werbebranche und beim Label VCM (Vorgänger von EMI Italiana) tätig war. Die erste Ausgabe erschien im Oktober 1945 unter dem Namen Musica, ab der Novemberausgabe lautete der Titel hingegen Musica e dischi. De Luigi war zugleich Herausgeber, Chefredakteur und anfangs einziger Redakteur. Zunächst war das Monatsmagazin im Tageszeitungsformat gehalten und umfasste lediglich vier Seiten. Es etablierte sich als Branchenblatt der aufkommenden Phonoindustrie und mit steigender Abonnentenzahl wuchs auch die Zahl der Mitarbeiter.
Als erstes italienisches Medium begann Musica e dischi Ende der 1950er Jahre, wöchentliche Musikcharts zu erstellen, die ab 1960 zunächst nur im amerikanischen Billboard-Magazin veröffentlicht wurden, seit 1963 auch in Italien. Diese wurden zum Teil auch von der Associazione Fonografici Italiani (AFI), dem Zusammenschluss der unabhängigen Musikproduzenten Italiens, gesponsert. Der Seitenumfang war in der Zwischenzeit deutlich angestiegen und auch der Vierfarbendruck war eingeführt worden. Ab den 1960er Jahren erschien zusätzlich zum Magazin die Jahrespublikation Chi & Dove, ein Adressenverzeichnis von Vertretern der Musikindustrie. 1968 übernahm nach dem Tod des Gründers dessen Sohn Mario De Luigi das Magazin.
Weitere Angebote waren Ende der 1970er das dreimonatlich erscheinende Sonderheft Musica & Nastri, das sich mit der neuen Tonband-Technik befasste, sowie seit 1985 MusicaBanca, eine Song- und Albendatenbank. Erst 1986 stieg Musica e dischi vom Tageszeitungs- auf ein handlicheres Magazin-Format um. Gleichzeitig wurde der reine Abonnementvertrieb auf den Verkauf an ausgewählten Verkaufsstellen ausgedehnt. Zu diesem Zeitpunkt belief sich die Anzahl der Abonnenten im In- und Ausland auf 15.000. 1996 schließlich wurde das grafische Erscheinungsbild modernisiert und das bis zuletzt beibehaltene M&D-Logo eingeführt. Seit 1999 verfügt das Magazin über eine Internetseite, seit 2007 wurde online zudem das Wochenmagazin MD online veröffentlicht.
Ab den 2000er Jahren war auch die Redaktion von Musica e dischi von der Krise der Musikindustrie betroffen, stellte schließlich 2010 das Magazin ein und verlagerte sämtliche Aktivitäten ins Internet. Ab März des Jahres wurden Monats- und Wochenmagazin nur noch online veröffentlicht. Im Mai 2014, 70 Jahre nach der Gründung, gab Mario De Luigi die endgültige Einstellung sämtlicher Aktivitäten bekannt. Die Website wurde in der Folge zu einem zahlungspflichtigen Archiv umgebaut. Anfang 2018 verstarb De Luigi, woraufhin auch das Internetangebot stillgelegt wurde.

## Charts
Bereits seit den 1950er Jahren erstellte Musica e dischi monatliche Liedcharts, ab 1960 wurden sie im Wochenrhythmus ermittelt (Veröffentlichung als Discopress). 1970 kamen erstmals Albencharts dazu, zunächst monatlich, ab Woche 18 ebenfalls im Wochenrhythmus. Mehrfach arbeitete M&D auch mit dem Berufsverband der unabhängigen Musikproduzenten, der Associazione fonografici italiani, zusammen, zuletzt 2004. Die Anzahl der Positionen wechselte und belief sich bei Einstellung des Magazins 2014 auf 50 (Singles) bzw. 100 (Alben). Zuletzt veröffentlichte Musica e dischi neben den Single- und Albencharts monatlich auch spezielle Listen für Indie-, Klassik- und Jazz-Alben sowie für „gedruckte“ Musik (Noten und musikbezogene Buchveröffentlichungen).
Die Charts werden weiterhin fortgeführt und anhand wöchentlicher Befragungen ausgewählter Händler (zufällige Stichproben von 100 Verkaufsstellen aus 300) ermittelt. Seit Mitte 2018 erfolgt die Veröffentlichung über HitParadeItalia.

## Belege
1. 1 2 3  Storia della testata “Musica e Dischi” dal 1945 al 2014. Musica e dischi, abgerufen am 21. Oktober 2016 (italienisch).
2. ↑  Mark Dezzani: Italy – News. In: Billboard. 14. Juni 1997, S. 57 (Google Books).
3. ↑  Cambia Musica e Dischi: da marzo solo in formato digitale (e in abbonamento). Rockol.it, 29. November 2009, abgerufen am 8. März 2015 (italienisch).
4. ↑  Stampa musicale, dopo 70 anni chiude ‘Musica e Dischi’. Rockol.it, 30. April 2014, abgerufen am 8. März 2015 (italienisch).
5. ↑  Tiziana Pavone: È morto Mario De Luigi, grande editore e direttore di “Musica e Dischi” e storico socio del Club Tenco. In: FAREMUSIC. 11. April 2018, abgerufen am 21. Mai 2019 (italienisch).
6. ↑  Le classifiche di HitParadeItalia. In: HitParadeItalia. Abgerufen am 16. März 2015 (italienisch): „un posto a parte meritano le classifiche del mensile di economia della musica, Musica & Dischi, che pubblica delle proprie classifiche di vendita a partire dagli anni ’50 su base mensile e dal 1960 su base settimanali (denominate Discopress).“
7. ↑  Dove eravamo 1951. Musica e dischi, abgerufen am 21. Oktober 2016 (italienisch, zahlungspflichtiger Abonnement-Zugang): „fin d’allora ‘Musica e Dischi’ ne cura il monitoraggio attraverso notizie, recensioni e classifiche.“
8. ↑  Classifiche Album del 1970. Musica e dischi, abgerufen am 16. März 2015 (italienisch, zahlungspflichtiger Abonnement-Zugang).
9. ↑  Guerra di charts: AFI e Musica e dischi in alternativa a FIMI/Nielsen. In: Rockol.it. 27. Mai 2004, abgerufen am 9. November 2015 (italienisch).
10. ↑  Mensile, giugno 2014: Classifiche. Musica e dischi, abgerufen am 21. Oktober 2016 (italienisch, zahlungspflichtiger Abonnement-Zugang).
11. ↑  Musica e Dischi. In: HitParadeItalia. Abgerufen am 21. Mai 2019.